# Valash
Pour les articles homonymes, voir Valash (homonymie).
Valash ou Balash (chez les auteurs grecs, Balas ; forme plus récente du nom parthe Vologèse) est un empereur sassanide d'Iran ayant régné de 484 à 488. Il est le frère et successeur de Péroz Ier (457–484), mort dans une bataille contre les Hephtalites (Huns blancs) qui ont envahi l'Iran par l'est.

## Le souverain d'un État en crise
C'est un empire en grande difficulté que laisse Péroz Ier à son successeur. « Il ne trouva rien dans le trésor perse, et ses terres étaient ravagées par la dépopulation (effectuée par) les Huns », rapporte Josué le Stylite. Cette pression financière pèse lourdement sur l'ensemble de son règne.
On sait peu de choses du caractère de Valash, mais il est perçu par les sources orientales comme un souverain débonnaire et tolérant. Il étend sa tolérance au christianisme à tout l'empire, ce qui lui vaut une bonne réputation auprès des auteurs chrétiens. Il semblerait néanmoins que Valash n'ait été qu'un prête-nom au puissant noble Zarmihr, également nommé Sôkhràs Karin dans les chroniques persanes, le Sukhra Karin des historiens modernes, qui exerce la réalité du pouvoir.

## Valash et l'Arménie
À l'annonce de la mort de Péroz Ier, les généraux perses de Persarménie s'empressent d'aller à Ctésiphon pour peser sur l'élection du nouveau souverain. Cela permet à l'Arménien Vahan Mamikonian de libérer l'Arménie de l'influence sassanide.
Étant donné la situation de faiblesse dans laquelle se trouve la Perse, Valash ne peut pas envisager une reconquête militaire de l'Arménie. Il est ainsi contraint de faire des concessions : le christianisme est désormais toléré en Arménie perse et une grande autonomie politique est accordée aux seigneurs arméniens.
En 485, Valash nomme Vahan Mamikonian marzban de Persarménie. Le soutien arménien lui est précieux dans sa lutte contre son frère Zareh, prétendant au trône.

## Valash et les Hephtalites
La tradition iranienne reprise par des auteurs comme Ferdowsî a imaginé une guerre de revanche menée contre les Hephtalites. Le résultat en aurait été une paix honorable pour les Sassanides. La réalité est bien moins glorieuse. Les Hephtalites occupent les provinces orientales de l'empire dont les villes de Merv et Hérat. De plus, ils imposent un lourd tribut annuel aux Sassanides. Ces difficultés financières entraînent principalement l'impossibilité de reconstituer l'armée, très affaiblie par les défaites de Péroz Ier. Une demande d'or faite à l'empereur romain Zénon essuie d'ailleurs un cinglant refus de la part de ce dernier.

## La fin d'un règne sans relief
Valash s'avérant incapable de redresser l'empire, la colère des nobles s'intensifie. En 488, il est aveuglé et déposé, sans doute à l'instigation de Zarmihr. Le fils de Péroz, Kavadh Ier, est placé sur le trône.